# Pectinichelus rhizotrogoides
Pectinichelus rhizotrogoides är en skalbaggsart som beskrevs av Ernst Ballion 1870. Pectinichelus rhizotrogoides ingår i släktet Pectinichelus och familjen Melolonthidae. Inga underarter finns listade i Catalogue of Life.